# L'Expiation (film, 1915)
Pour les articles homonymes, voir Expiation (homonymie).
L'Expiation est un film muet français réalisé par Louis Feuillade, sorti en 1915.

## Fiche technique
- Titre : L'Expiation
- Réalisation : Louis Feuillade
- Société de production : Société des Établissements L. Gaumont
- Format : Noir et blanc — 35 mm — 1,33:1 — Muet
- Pays de production :  France
- Date de sortie : 
  - France : février 1915

## Distribution
- Yvette Andréyor
- Fernand Herrmann